# メルヘン須長
メルヘン須長（メルヘンすなが、1986年1月7日 - ）は、日本の女性お笑い芸人。埼玉県出身（本人は川越市出身と自称していることがある）。ホリプロコム所属。R-1ぐらんぷり2020ファイナリスト。

## 略歴・人物
高校生時代、部活はマンガ研究会に所属。『学級王ヤマザキ』を観て以来くまいもとこに憧れて、高校卒業後約3年間声優・俳優の養成所に在籍、その後2007年4月からワタナベコメディスクール女性タレントコース（1期生）に1年間在籍。お笑いをやりたいと思い始めたのは同スクールの卒業近くになってからのことだったという。なお、憧れていたくまいは今でもファンであると言う。
2008年6月頃から、ピン芸人『メルヘン須長』として活動を開始する。
2010年に『ホリプロライブNEO』のフリー参加コーナーに2回出演、同年6月から『NEO』などホリプロ主催ライブにレギュラー出演。その後、ホリプロ所属となる。
猫好きで、ふなっしーのファン。
2018年のM-1グランプリには、うすくら屋リョースケ（内藤たかっしー）とのコンビ『どもマリ』で出場、『科捜研の女』風の漫才を演じた（須長は芸名を「沢口安い子」にして出場）。
同じ事務所に所属するものまね芸人（ホリ、河口こうへい、沙羅、ハリウリサ、ジャッキーちゃん）同士のユニット「ホリプロコムものまね軍団」でも活動。
R-1ぐらんぷりでは2009年、2010年と2年連続で3回戦まで進出。2011年にて初の準決勝進出。2020年には出場12回目にして初の決勝進出を果たした。

## 芸風
『ちびまる子ちゃん』ファンであり、これをネタにも取り入れて自分を「ちびまる子ちゃんオタク」と紹介しながら行っている。ちびまる子ちゃんのキャラクターを一人で何役もの物真似の他、『サザエさん』、『コジコジ』、『おじゃる丸』、『それいけ!アンパンマン』、『クレヨンしんちゃん』、『ポケモン』、『ドラえもん（2005年以降）』『パーマン』『忍者ハットリくん』『キテレツ大百科』などのキャラクターの物真似も演じている。また、本人もちびまる子ちゃんのコスプレで主に出演している。この他、たまちゃん（穂波たまえ）に扮してたまちゃんの物真似でネタを披露したこともある。
めくり芸のスタイルの時は、キャラクターやイラストの描かれた紙をめくりながらの物真似ネタを行っている。また、ネタはブラックなものも多い。ちびまる子ちゃんとサザエさんなど、複数の作品からのキャラクターを同時に演じることもある。ネタの場面転換には、いわゆる「パフパフ」（警笛の一つ）を鳴らして使っている。
『ドラえもん』の他、『パーマン』『忍者ハットリくん』『キテレツ大百科』『オバケのQ太郎』など藤子不二雄原作アニメのキャラクターの物真似を演じることも多く、『藤子不二雄同窓会』などの藤子キャラクター物真似で演じるネタがある。なおドラえもんの真似をするのは水田わさび版だけで、大山のぶ代版の方は行わないので、このネタの時に「のぶ代のことは忘れろー!」「もうそろそろ受け入れて下さい」などの台詞を入れることがある。
2015年からは、『科捜研の女』で沢口靖子が演じる榊マリコ（特に後期シーズンのお嬢様風演技）の物真似を主に演じている。この物真似については、まだ沢口本人の了承を得てはいなかった時に、沢口と『科捜研の女』で共演している内藤剛志には直接会ったことがあり、「似てるねえ、やっちゃん（沢口）に言っておくよ」と言われたという。その後、2019年4月8日に行われた『科捜研の女』の制作発表記者会見にサプライズゲストという形で登場して沢口本人と初対面を果たし、かねてから須長の存在を知っていたという沢口から「声のちょっと高いところが似てますね」と言われた他、「いつもドラマを観ていただいてありがとうございます」と感謝の言葉を贈られた。
有名人の物真似レパートリーには他に中川翔子、森昌子、寺田心、小池百合子、研ナオコなどがある。
（より）

## 出演

### テレビ
- テレ遊びパフォー!（NHK総合）
- ものまねグランプリ（日本テレビ）- 『アニメオールスターズ』のメンバーなどとして出演した後、2017年9月26日放送の回で初の単独エントリー（この回は得意の沢口靖子の物真似を演じる）[20]。2019年5月7日
- もう誘拐なんてしない（フジテレビ）- 2012年1月
- ピラメキーノ（テレビ東京）- 2012年1月23日
  - ピラメキーノ640（テレビ東京）- 2015年4月22日、2015年4月27日
- 真相あばいたろ会議（ホームドラマチャンネル） 2012年6月 - 2013年8月、ナレーション
- ミュージャック（関西テレビ放送）- 「ザツえもん」吹き替え(ドラえもん、のび太、しずか役)
- おじさん爆弾（テレ朝チャンネル） - 複数回出演
- とんねるずのみなさんのおかげでした・博士と助手〜細かすぎて伝わらないモノマネ選手権〜（フジテレビ）- 2012年12月27日（第18回）、「めざましテレビのめざましくんの物真似」で出演
- PON!（日本テレビ）- 2013年4月19日「どんより!どんびき!!天カメ一武道会」コーナー
- マネまねSHOW TV〜IT'S SHOW TIME〜（千葉テレビ放送）
- お願い!ランキング（テレビ朝日）- 2015年8月20日（「クリカンのスパルタものまね塾」コーナー出演）、2016年8月10日
- さまぁ〜ずの クイズ!芸人100人が答えました!（TBS）- 2016年1月6日
- アッコにおまかせ!（TBS）- 2016年4月2日からレギュラーアシスタント[21]。
- 爆笑そっくりものまね紅白歌合戦スペシャル（フジテレビ）- 2016年5月6日、「ものまね大好きさん大集合」コーナーで初出演
- 新春さんま総選挙2017 → 明石家地下王国（TBS）- 2017年1月3日、2017年7月12日
- オスカル!はなきんリサーチ（テレビ朝日）- 2017年11月11日
- 前略、西東さん（中京テレビ）- 2017年12月
- クイズ☆正解は一年後（TBS）- 2017年12月 ナレーション
- ビートたけしの絶対見ちゃいけないTVシリーズ（TBS）
  - 映画小説大ヒットなのに日本はなぜ勲章をくれないのかTV - 2017年12月28日
  - ビートたけし独立してマージン分ギャラ下げるからあと2回ヤラせてTV - 2018年12月26日
- 嵐にしやがれ（日本テレビ）- 2018年1月13日
- にちようチャップリン（テレビ東京）- 2018年1月28日初出演
- 久本雅美の女芸人大新年会（NHK BSプレミアム）- 2018年1月
- 短歌de胸キュン（NHK Eテレ）- 2018年1月・2月
- 良かれと思って!（フジテレビ）- 2018年2月14日
- ウチのガヤがすみません!（日本テレビ）- 2018年2月21日、2018年4月10日、2018年8月7日
- 激!今夜もドル箱（テレビ東京）- 2018年2月28日
- お笑いトレンディ夜会（BS朝日）- 2018年3月
- ゲームズ・ボンド（テレビ朝日）- 2018年3月17日、2019年12月
- オールスター後夜祭（TBS）- 2018年4月1日
- 有吉ゼミ（日本テレビ）- 2018年4月9日、2018年12月24日、2019年1月20日
- マツコ&有吉 かりそめ天国（テレビ朝日）- VTR出演
- 嵐にしやがれ（日本テレビ） - 2018年5月12日
- お笑い演芸館（BS朝日）- 2018年5月
- Sexy Zoneのたった3日間で人生は変わるのか!?（日本テレビ） - 2018年7月1日
- 世界一おもしろい海の家 ナナナマリーナで笑イーナ！（テレビ東京）- 2018年8月19日
- 24時間テレビ 「愛は地球を救う」（日本テレビ）- 2018年8月「ものまね天気予報」コーナーの出演
- 人生が変わる1分間の深イイ話（日本テレビ）
- 1周回って知らない話（日本テレビ）- 2018年11月21日
- ザ・細かすぎて伝わらないモノマネ（フジテレビ）- 2018年11月24日
- 桂文珍の演芸図鑑（NHK総合）- 2018年9月16日、2018年12月23日
- ビートたけしのオワラボ（フジテレビ）- 2018年12月28日
- くりぃむナンチャラ（テレビ朝日）- 2019年2月16日
- 本能Z（CBCテレビ）- 2019年2月
- VS嵐（フジテレビ） - 2019年6月6日
- コサキン・天海の超発掘!ものまねバラエティー マネもの（フジテレビ） - 2019年6月27日
- ABChanZoo（テレビ東京）- 2019年7月
- かみひとえ（テレビ朝日）- 2019年7月
- SKE48のバズらせます!!（東海テレビ）- 2019年11月
- でんじろうのTHE実験（フジテレビ）- 2019年11月
- とちぎテレビ年末ワイド2019（2019年12月）
- 絶対に笑ってはいけない青春ハイスクール24時!（日本テレビ）- 2019年12月31日
- 開運!!バナナバカリぶらり（フジテレビ）- 2020年1月1日
- 今夜くらべてみました（日本テレビ）- 2020年1月
- 求人任三郎（千葉テレビ放送）- 2020年2月
- 華丸大吉&千鳥のテッパンいただきます!（カンテレ・フジテレビ系）- 2020年4月14日
- ノンストップ!（フジテレビ）- 2020年4月15日
- ホリプロコムものまね軍団オフィスDEライブ（千葉テレビ放送）- 2021年5月1日から、「ホリプロコムものまね軍団」のメンバーとしてレギュラー出演

### ネットテレビ
- めっちゃカオス!!（生）（ニコニコ動画 生放送）
- ぶちぬき女芸人 （あっ!とおどろく放送局）- 2010年3月8日
- 極楽とんぼKAKERUTV（AbemaTV）- 2018年3月1日
- チャンスの時間（AbemaTV）- 2019年4月
- スピードワゴンの月曜The NIGHT（AbemaTV）
- 60TRY部（アール・エフ・ラジオ日本）

### ラジオ
- めっちゃカオス!! （K-STATION）
- 東京ネットラジオ
- ピートム.Comic Jack（ABCラジオ・KBCラジオ）
- マイナビ Laughter Night（TBSラジオ、2016年2月20日）
- バナナマンのバナナムーンGOLD（TBSラジオ）- 複数回出演

### ライブ
- STEP! STEP! STEP! （ワタナベエンターテインメントライブ）
- お笑いパーマネント
- 炊きたて!一番
- 芸人☆ウォーズ
- スマイルバトルスパーク（女性部門1位となったことあり）
- 一金笑イブ（BABACHOPシアター）
- いたずら☆ぷりんせす（阿佐ヶ谷アートスペースプロット）
- お笑いLIVEスピン!
- 笑品開発
- お笑いLIVEガチャ!!
- TEPPEN
- お笑いレビュウショウ
- お笑いライブ『エベレータ』
- ガールズガーデン（Studio twl）
- ピラミッダー（Studio twl）
- ホリプロライブ（NEXT、NEO）
- 東京タワーお笑いライブ333
- 広似苑
他